# ويليام فولر (كاتب ترانيم)
ويليام فولر (بالإنجليزية: William Fowler)‏ هو كاتب ترانيم أسترالي، ولد في 9 مايو 1830، وتوفي في 25 أغسطس 1865.